# 卡拉 (東開普省)
卡拉是南非的城鎮，位於該國東部，由東開普省負責管轄，距離埃利奧特28公里，面積23.1平方公里，2001年人口11,479，人口密度每平方公里約500人。